# Thermococcus stetteri
Thermococcus stetteri es una especie de arquea marina que es extremadamente termófila y metaboliza azufre. Es anaerobia, y sus células poseen forma de coco irregular con diámetro de 1 to 2 μm. De las primeras cepas aislado, dos fueron móviles por grupos de flagelos, y dos fueron no móviles. La cepa tipo es K-3 (DSM 5262). Puede crecer en almidón, pectina y péptidos pero no los aminoácidos.

## Otras lecturas
- Zorin, Nikolay A.; Medina, Milagros; Pusheva, Margarita A.; Gogotov, Ivan N.; Cammack, Richard (1996). «Hydrogenase from the thermophilic bacterium Thermococcus stetteri: isolation and characterisation of EPR-detectable redox centres». FEMS Microbiology Letters 142 (1): 71-76. ISSN 0378-1097. doi:10.1111/j.1574-6968.1996.tb08410.x.
- Gongadze, Georgy M.; Kostyukova, Alla S.; Miroshnichenko, Margarita L.; Bonch-Osmolovskaya, Elizaveta A. (1993). «Regular proteinaceous layers of Thermococcus stetteri cell envelope». Current Microbiology 27 (1): 5-9. ISSN 0343-8651. doi:10.1007/BF01576826.